# 神經肽
神經肽（英語：neuropeptide）是短鏈胺基酸構成的化學信使，以介導或調節信息傳遞；神經肽由神經元製造及釋出，進而與G蛋白偶聯受體（GPCRs）結合後調變神經以及腸道、肌肉、心臟的活性。
神經肽通常在單個神經元中彼此或與其他神經遞質共存。根據它們的化學性質，共存的神經遞質位於不同的細胞區室：神經肽包裝在大而密集的核心囊泡中，而低分子量神經遞質則存儲在小的突觸囊泡中。

## 外部連結
- Neuropeptides Journal （页面存档备份，存于）

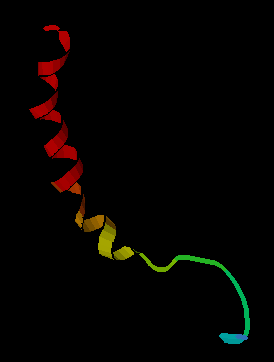
神經肽Y

- Neuropeptides reference website (a comprehensive neuropeptide database) （页面存档备份，存于）
- Neuropeptides eBook series （页面存档备份，存于）
- Neuropeptide chapter in the C. elegans Wormbook （页面存档备份，存于）  excellent, and very accessible, discussion of neuropeptide biology in C. elegans